# Krynytschky

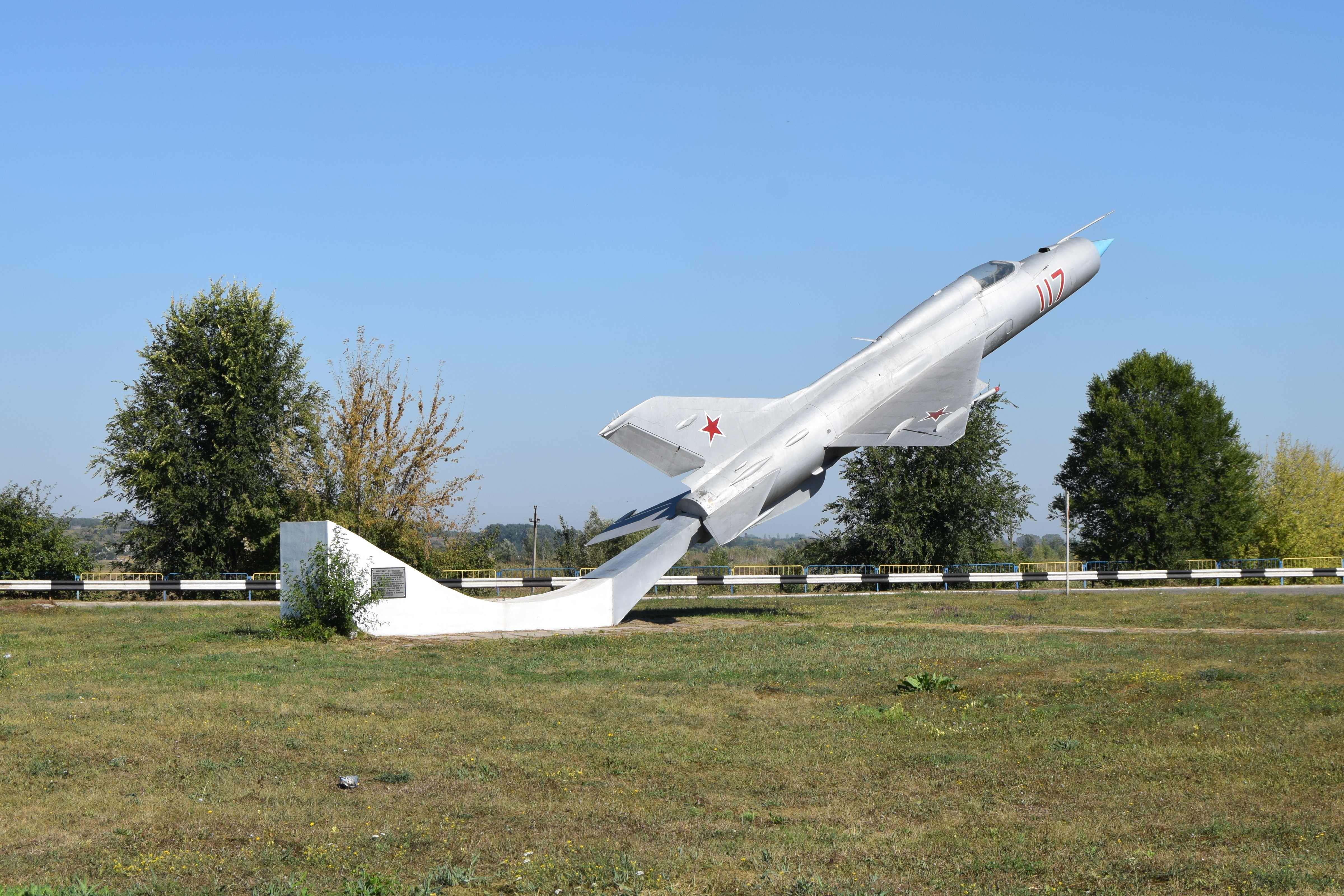
Denkmal im Ort

Krynytschky (ukrainisch Кринички; russisch Кринички Krinitschki) ist eine Siedlung städtischen Typs in der Oblast Dnipropetrowsk in der Ukraine. Der Ort mit etwa 4200 Einwohnern (2018) liegt am Fluss Mokra Sura, einem 138 km langen, rechten Nebenfluss des Dnepr und war bis Juli 2020 das administrative Zentrum des Rajons Krynytschky.

## Geographie
Krynytschky befindet sich 40 km südwestlich des Oblastzentrums Dnipro und 19 km südlich von Kamjanske. Durch die Ortschaft verlaufen die Territorialstraßen T–04–30 und T–04–39. Etwa fünf Kilometer südlich von Krynytschky verläuft die Fernstraße M 04.

## Geschichte
Krynytschky wurde 1769 durch die Kosaken gegründet. Vom 16. August 1941 bis zum 27. Oktober 1943 war die Ortschaft durch Truppen der deutschen Wehrmacht besetzt. Seit 1958 besitzt Krynytschky den Status einer Siedlung städtischen Typs.

## Bevölkerung
Während der zweiten Hälfte des 19. Jahrhunderts erlebt die Bevölkerung wegen schlechter Ernten und Abwanderung zur Arbeitssuche in den Süden große Schwankungen.
Im frühen 20. Jahrhundert kam es aufgrund sozio-ökonomischer Veränderungen zur Entwicklung Krynytschkys zum Handelszentrum, sodass es 1908 zu einem der größten Dörfer in der Provinz wurde.
Während der Industrialisierung der Sowjetunion in den 1940er Jahren wanderten viele Menschen in die Industriestädte ab, sodass die Bevölkerung erneut sank.

## Verwaltungsgliederung
Am 2. August 2016 wurde die Siedlung zum Zentrum der neugegründeten Siedlungsgemeinde Krynytschky (Криничанська селищна громада/Krynytschanska selyschtschna hromada). Zu dieser zählten auch die 20 Dörfer Dibrowa, Druschba, Hrymutsche, Jablunewe, Kamjantschany, Malomychajliwka, Maljarschtschyna, Myrne, Nowokalyniwka, Nowopidhirne, Nowopuschkariwka, Odariwka, Perwoswaniwka, Schmakowe, Suworowske, Suchyj Chutir, Tschernetsche, Tscherwonyj Jar, Tscherwonyj Staw und Uljaniwka, bis dahin bildete sie zusammen mit den Dörfern Hrymutsche, Jablunewe, Nowopidhirne, Nowopuschkariwka, Odariwka, Suworowske, Tscherwonyj Jar und Tschernetsche die gleichnamige Siedlungsratsgemeinde Krynytschky (Криничанська селищна рада/Krynytschanska selyschtschna rada) im Osten des Rajons Krynytschky.
Am 12. Juni 2020 kamen noch die Siedlung städtischen Typs Auly und 24 weitere in der untenstehenden Tabelle aufgelisteten Dörfer zum Gemeindegebiet.
Am 17. Juli 2020 kam es im Zuge einer großen Rajonsreform zum Anschluss des Rajonsgebietes an den Rajon Kamjanske.
Folgende Orte sind neben dem Hauptort Krynytschky Teil der Gemeinde:
| Name                     | Name            | Name                                 |
| ukrainisch transkribiert | ukrainisch      | russisch                             |
| ------------------------ | --------------- | ------------------------------------ |
| Auly                     | Аули            | Аулы                                 |
| Barwinok                 | Барвінок        | Барвинок                             |
| Dibrowa                  | Діброва         | Диброва                              |
| Druschba                 | Дружба          | Дружба                               |
| Hruschiwka               | Грушівка        | Грушевка (Gruschewka)                |
| Hrymutsche               | Гримуче         | Гремучее (Gremutscheje)              |
| Illinka                  | Іллінка         | Ильинка (Iljinka)                    |
| Jablunewe                | Яблуневе        | Яблоневое (Jablonewoje)              |
| Jehoriwka                | Єгорівка        | Егоровка (Jegorowka)                 |
| Kamjantschany            | Кам'янчани      | Каменьчаны (Kamentschany)            |
| Korobtschyne             | Коробчине       | Коробчино (Korobtschino)             |
| Kosodub                  | Козодуб         | Козодуб                              |
| Kotljariwka              | Котлярівка      | Котляровка (Kotljarowka)             |
| Ljubomyriwka             | Любомирівка     | Любомировка (Ljubomirowka)           |
| Ljubymiwka               | Любимівка       | Любимовка (Ljubimowka)               |
| Maljarschtschyna         | Малярщина       | Малярщина (Maljarschtschina)         |
| Malomychajliwka          | Маломихайлівка  | Маломихайловка (Malomichailowka)     |
| Myrne                    | Мирне           | Мирное (Mirnoje)                     |
| Nowokalyniwka            | Новокалинівка   | Новокалиновка (Nowokalinowka)        |
| Nowopidhirne             | Новопідгірне    | Новоподгороднее (Nowopodgorodneje)   |
| Nowopuschkariwka         | Новопушкарівка  | Новопушкаревка (Nowopuschkarewka)    |
| Nowoseliwka              | Новоселівка     | Новосёловка (Nowosjolowka)           |
| Odariwka                 | Одарівка        | Одаровка (Odarowka)                  |
| Oleniwka                 | Оленівка        | Оленовка (Olenowka)                  |
| Perwoswaniwka            | Первозванівка   | Первозвановка (Perwoswanowka)        |
| Pidhirne                 | Підгірне        | Подгорное (Podgornoje)               |
| Prapor                   | Прапор          | Прапор                               |
| Promin                   | Промінь         | Проминь                              |
| Rohiwske                 | Рогівське       | Роговское (Rogowskoje)               |
| Schmakowe                | Шмакове         | Шмаково (Schmakowo)                  |
| Selenyj Kut              | Зелений Кут     | Зелёный Кут (Seljony Kut)            |
| Semeniwka                | Семенівка       | Семеновка (Semenowka)                |
| Stepaniwka               | Степанівка      | Степановка (Stepanowka)              |
| Suchyj Chutir            | Сухий Хутір     | Сухой Хутор (Suchoi Chutor)          |
| Suworowske               | Суворовське     | Суворовское (Suworowskoje)           |
| Switlohirske             | Світлогірське   | Светлогорское (Swetlogorskoje)       |
| Tscherwonoiwaniwka       | Червоноіванівка | Червоноивановка (Tscherwonoiwanowka) |
| Tscherwonyj Jar          | Червоний Яр     | Червоный Яр (Tscherwony Jar)         |
| Tscherwonyj Staw         | Червоний Став   | Червоный Став                        |
| Tschernetsche            | Чернече         | Чернече                              |
| Ukrajinka                | Українка        | Украинка (Ukrainka)                  |
| Uljaniwka                | Улянівка        | Ульяновка (Uljanowka)                |
| Wessela Roschtscha       | Весела Роща     | Весёлая Роща (Wessjolaja Roschtscha) |
| Wolodymyriwka            | Володимирівка   | Владимировка (Wladimirowka)          |
| Wyschnewe                | Вишневе         | Вишнёвое (Wischnjowoje)              |

Quellen: 1859–1940 ;
ab 1989 

## Persönlichkeiten
- Isaak Minz (1896–1991), sowjetischer Historiker